# Social Science Research Network
L'SSRN, anteriorment conegut com a Social Science Research Network (Xarxa de Recerca en Ciències Socials), és un dipòsit de preimpressions dedicat a la ràpida difusió de la investigació acadèmica en ciències socials i humanitats i molt més. Elsevier va comprar SSRN a Social Science Electronic Publishing Inc. el maig del 2016.